# ワインレッドの心
「ワインレッドの心」（ワインレッドのこころ）は、安全地帯の楽曲。
1983年11月25日にKitty Recordsから4枚目のシングルとしてリリースされた。前作「ラスベガス・タイフーン」（1983年）よりおよそ7か月ぶりにリリースされたシングルであり、作詞は井上陽水、作曲は玉置浩二、編曲は安全地帯および星勝、プロデュースは星が担当している。ヒット曲が出ない安全地帯に対してスタッフが井上に作曲を依頼する事を打診するが玉置はそれを拒否、玉置曰く「歌謡曲っぽくて売れそうな感じの曲」を目指して制作された。井上による詞は大人の危険な恋模様を描いたものとなっている。
オリコンでは初の1位獲得となり、翌年1984年の年間チャート2位に輝いた。オリコン調べによる売上枚数は71.4万枚。安全地帯の代表曲の一つである。1985年度の日本音楽著作権協会（JASRAC）発表による楽曲別の著作権使用料分配額（国内部門）では年間7位にランクインされた。
サントリー『赤玉パンチ』のコマーシャルイメージソング、およびフジテレビ系ナショナル木曜劇場『間違いだらけの夫選び』（1985年）のオープニングテーマとして使用された。作詞の井上がカバー・アルバム『9.5カラット』（1984年）にてセルフカバーしている他、安全地帯としてはシングル「蒼いバラ」（2010年）の両A面曲として、再録音リアレンジされたものが収録された。

## 背景
1982年2月25日にシングル「萠黄色のスナップ」でデビューした安全地帯であったが、続く2枚目のシングル「オン・マイ・ウェイ」（1982年）、3枚目のシングル「ラスベガス・タイフーン」（1983年）をリリースするも売上が伸びず、世間での認知度も低い状態であった。ヒット曲が出ないことに苦心していたプロデューサーの星は、作曲を井上に依頼することをメンバーに打診するが、玉置はその提案に対し「曲は俺が自分で作る。それができないんならバンド辞めて北海道に帰ります」と自身での作曲に固執した。確実にヒットする曲を制作しなくてはならない状態に陥った玉置は、本来はドゥービー・ブラザーズのようなロックバンドを目指していたが、「歌謡曲っぽくて売れそうな感じの曲」の制作のため1週間自宅に閉じこもることとなった。
その後玉置は「ワインレッドの心」を完成させ、同曲を聴いたギタリストの矢萩渉は「それまでの曲とは全然違っていた」と応え、メンバーに鮮烈な印象を残すこととなった。玉置は同時期に「恋の予感」（1984年）、「碧い瞳のエリス」（1985年）、「プルシアンブルーの肖像」（1986年）等も同時に作曲しており、後にヒットする曲は「ワインレッドの心」のリリース前に既に原型を完成させていた。

## 録音・制作
プロデュースは星が担当している。星は当時を振り返り、「本人にとっては、昔からやりたかった方向性の曲じゃなかったかもしれないけど、玉置にはどんなタイプの曲も書ける才能があるなと思ってた。（中略）可能性を広げる意味からも、売れる曲作ろうよ、というふうには話した覚えがあります」とコメントしている。さらに本作は「真夜中すぎの恋」と同時に制作しており、スタッフはどちらを先に売り出すかで検討していた。
ディレクターの金子章平は両曲を聴き比べた結果、「ぜったい、〈ワインレッド〉だ、これだ」と応え、本作と「真夜中すぎの恋」の制作を同時進行させつつ、歌詞の制作などに取り掛かる事となった。この頃にはプロデューサーやディレクターを始めとするスタッフが一丸となって本作の制作に取り掛かっていた。
歌詞は様々な人物によって作詞されたが、最終的には井上陽水に依頼する形となった。井上は3回歌詞を書き直し、この曲のためにノートを1冊使い切るほどであったという。結果としてタイトルは「ワインレッドの心」と決定した。後に井上はこの時の裏話として、Aメロの「忘れそうな想い出を…」の歌詞の所を当初はふざけて「ブタのような女と…」という歌詞で提出したところ書き直しを要求されたと明かしている。

## 音楽性と歌詞
音楽情報サイト『CDジャーナル』では、「井上陽水の手による歌詞と相まって、まったりと濃密なムードが漂う」と表記されている。
エンタメ情報ポータルサイトの『エンタメウィーク』では、歌詞について「冒頭の部分では恋の軽妙さと奥行きを教えてくれる。西洋の戯曲を思い浮かべさせられるような言葉並びに、現実と少しかけ離れた情感が宿る」と表現したほか、「ワインレッド」という言葉が単なる色味ではなく「あの消えそうに燃えそうなワインレッド」という一節の「あの」という部分が想像力を掻き立てると指摘、さらに本作は「理性と本能がゆらぎ、禁断の果実と対峙する大人たちの心情を表し、危険な香りのする恋模様を描いている」と表記している。
ベスト・アルバム『ALL TIME BEST』（2017年）の楽曲解説では、本作に関して「情熱で切ないメロディラインと、どこか気だるさを感じさせる、ムードあるボーカル」で構成されている楽曲であると述べ、コマーシャルソングやテレビドラマ主題歌として使用されたことにより「一気にお茶の間に浸透した」と指摘している。また、同サイトでは本作によって安全地帯の快進撃が始まったと表記しているほか、多数のミュージシャンによってカバーされていることを踏まえて「全く色褪せる事がない、日本のポップスシーン史に残る名曲のひとつでもある」と表記している。

## リリース
本作は1983年11月25日にKitty Recordsより7インチレコードとしてリリースされた。B面曲である「We're alive」は香港の歌手であるアナベル・ルイ（雷安娜）によって「再開始」のタイトルで広東語カバーバージョンがリリースされている。
1988年12月10日には8センチCDとして再リリースされた。
2010年3月3日には、活動再開した安全地帯のシングル「蒼いバラ/ワインレッドの心」として、｢ワインレッドの心（2010ヴァージョン）｣のタイトルで再録音リアレンジバージョンがリリースされた。リアレンジバージョンの制作経緯は、プロデューサーから「今の声でもう1回昔の曲を歌いませんか?」と提案されたことが切っ掛けとなり、当初は伴奏には一切手を加えずボーカルのみ再録音する予定であったが、他メンバーも各パートの再録音を希望したことから当時のトラックをベースに部分的に演奏を差し替えることとなった。また、当初は本作と「恋の予感」（1984年）のみ再録音する予定であったが、興に乗って来たために過去のヒット曲すべてを再録音することになり、結果としてカバー・アルバム『安全地帯 Hits』（2010年）がリリースされることになった。

## 批評
| 専門評論家によるレビュー | 専門評論家によるレビュー |
| レビュー・スコア         | レビュー・スコア         |
| 出典                     | 評価                     |
| ------------------------ | ------------------------ |
| CDジャーナル             | 肯定的                   |
| エンタメウィーク         | 肯定的                   |

本作の歌詞や歌唱力に関しては肯定的な意見が多く挙げられている。音楽情報サイト『CDジャーナル』では、「“安全地帯”の名前を世間に知らしめた、最初のヒット曲。」と指摘しており、「優しい中に、どこか官能的な響きを保つヴォーカルも悩ましい」と歌唱力に関して肯定的に評価している。エンタメ情報ポータルサイトの『エンタメウィーク』では、井上と玉置の実力に関して「詩を書かせたら右に出るものはいない井上陽水とその歌声で畏敬の念を抱かせる玉置浩二、彼らが織りなした作品は秀逸としか考えられない」と表現し、「ワインレッドの心」という言葉が「ストーリーを引き締める」事や「『恋』という抽象的な心の動きに対し『ワインレッド』と具体的な色を指し示す」と指摘した上で「これにより、この曲に強力な彩りが芽生えたのである」と称賛した。また玉置の歌唱力に関して「心の琴線に触れる歌声」と表現し、「玄奥な感情まで表現している」とした上で「名曲として扱われるのはもはや必然」と絶賛した。

## チャート成績
本作はリリース直後には全く売り上げが伸びず、B面曲の「We're alive」が東北地方でブリヂストンのコマーシャルソングとして使用された事からB面曲の話題で売れ始め、5000枚程の売り上げとなった。その後「ワインレッドの心」の方でも売り上げが伸び始め、オリコンチャートの100位圏内に入り、その後も売れ続けた結果10位以内にランクインしたという。最終的にはオリコンでは初の1位獲得となり、翌年1984年の年間チャート2位に輝いた。登場週数は35回となり、オリコン調べによる売上枚数は71.4万枚となった。本作の売り上げ枚数は安全地帯のシングル売上ランキングにおいて1位となった。
各ランキング番組でも2月頃からチャートインし始め、TBS系音楽番組『ザ・ベストテン』には1984年2月23日に10位で初登場、伊東市にあるKitty Records所有の伊豆スタジオから中継で登場した。その後も3月1日および3月8日に第6位、3月15日は第3位、3月22日は第4位、3月29日に第5位、4月5日から4月26日までは4週連続で第2位（1位はチェッカーズの「涙のリクエスト」）、5月3日は第6位、5月10日は第5位と12週連続のベストテン入りを果たした。結果として上半期で3位、年間では5位となり、年末の豪華版の応援ゲストには読売ジャイアンツ（巨人）ファンの玉置のために、西本聖投手が登場した。テレビ情報誌『別冊ザテレビジョン』の「ザ・ベストテン～蘇る! 80'sポップスHITヒストリー～」では、「キラキラの衣装で歌い踊るアイドル全盛の時代に、ダークスーツを身にまとい、なぜか苦し気な表情で歌う彼らは異色の存在だった」と記されている。また、日本テレビ系音楽番組『ザ・トップテン』（1981年 - 1986年）では週間トップ1（年間では3位）も獲得し、同じく江川卓投手からサインボールを送られている。地元の北海道ではHBCラジオの「ベストテンほっかいどう」で1984年度の年間1位になるなど、他地域を上回る人気を博した。1985年度の日本音楽著作権協会（JASRAC）発表による楽曲別の著作権使用料分配額（国内部門）では年間7位にランクインされた。
しかし、本作のヒットで生活が激変したことに関して玉置は窮屈さを感じていたといい、また自分たちはロックバンドのつもりであったが本作のイメージが付き過ぎたことで「ニューミュージック界のクール・ファイブ」と呼ばれたことに違和感を覚えていた。玉置は後に「〈ワインレッド〉が破滅の始まりだった。あれがもし〈ワインレッド〉ではなくて、その前に俺たちが作っていたような曲で、ちゃんとバンド活動が維持できるようになってたら、俺の人生はまったく変わっていたと思う」と述べている。プロデューサーの星はこれに関して、「あれ以外には安全地帯に注目してもらえる形を考えられなかった。ただ、玉置自身が安全地帯をああいう形じゃやりたくなかった、と思っていて、いまでもそれを引きずっているとしたら、半分謝ろうかな、と思う。だけど半分は、これでよかった、と言うしかないですね」と述べている。その後、2006年の段階で玉置は本作について「あれは自分が作った曲だし、世の中に認めてもらった曲」、「人の曲のような感じもする。ひとり歩きしてるしね」と述べており、ライブにおいては形を変えて歌い続ける意思を示した他、「今は単純に"安全地帯の代表曲"みたいな感じ」とも発言している。

## ライブ・パフォーマンス
オリコンチャートで10位以内に入った事により、フジテレビ系音楽番組『夜のヒットスタジオ』（1968年 - 1985年）の出演が決定した。安全地帯としての初出演は1984年2月6日となり、本作を演奏した。その後、同番組には3月12日、4月2日にも出演した。音楽番組及び自身のコンサートなどで披露する際は、オリジナルの歌唱音源よりもキーを下げて披露している。
ライブにおいて他のミュージシャンとのコラボレーションが行われており、2012年12月5日にグランドプリンスホテル新高輪「飛天」から生放送された『2012 FNS歌謡祭』では安全地帯×ATSUSHIにより、また2013年7月31日に国立代々木競技場第一体育館から生放送された『FNSうたの夏まつり』では安全地帯×徳永英明×沖仁×上妻宏光×宮本笑里により披露されている。

## メディアでの使用
| # | 曲名                 | タイアップ                                                               | 出典          |
| - | -------------------- | ------------------------------------------------------------------------ | ------------- |
| 1 | 「ワインレッドの心」 | サントリー『赤玉パンチ』イメージソング                                   | [ 27 ] [ 15 ] |
| 1 | 「ワインレッドの心」 | フジテレビ系ナショナル木曜劇場『間違いだらけの夫選び』オープニングテーマ | [ 15 ]        |
| 2 | 「We're alive」      | ブリヂストン『アイスコンパウンド II』イメージソング                      |               |

## カバー

### 日本語バージョン
| 歌手名                                     | 年     | 収録作品                                                                 | 編曲                              | 備考                               | 出典                 |
| ------------------------------------------ | ------ | ------------------------------------------------------------------------ | --------------------------------- | ---------------------------------- | -------------------- |
| 秋元順子                                   | 2013年 | アルバム『Dear Songs ～夢をつないで～』                                  | 岩本正樹                          |                                    |                      |
| 渥美二郎                                   | 2019年 | アルバム『新・演歌師 ～歌とギターとパーカッション～』                    |                                   |                                    |                      |
| ありましの                                 | 2010年 | アルバム『recollection』                                                 |                                   |                                    |                      |
| アリヤミハル                               | 2007年 | アルバム『ハート･トゥー･ハート』                                         | 西本明                            |                                    |                      |
| 杏里                                       | 2009年 | アルバム『tears of anri 2』                                              | 清水信之                          |                                    | [ 28 ]               |
| 五木ひろし                                 | 1985年 | アルバム『五木ひろしベストセレクション』                                 |                                   |                                    |                      |
| 井上陽水                                   | 1984年 | カバー・アルバム『9.5カラット』                                          | 萩田光雄                          |                                    |                      |
| 大橋純子                                   | 2007年 | アルバム『Terra』                                                        | 小島久政                          |                                    |                      |
| 緒方恵美                                   | 1996年 | シングル「ワインレッドの心」                                             | 松尾早人                          |                                    |                      |
| 上新功祐                                   | 2016年 | アルバム『ウタモノ3』                                                    |                                   |                                    |                      |
| 川畑要                                     | 2015年 | シングル「かまわない」                                                   | 増田武史                          |                                    | [ 29 ]               |
| 鬼龍院翔                                   | 2020年 | カバー・アルバム『うたってきりりんぱ 2nd Season』                        |                                   | 通販限定                           |                      |
| ケイコ・リー featuring TOKU & 小沼ようすけ | 2017年 | アルバム『TIMELESS 20th Century Japanese Popular Songs Collection』      | ケイコ・リー                      |                                    | [ 30 ]               |
| 研ナオコ                                   | 1993年 | アルバム『Ago あの頃へラブレター』                                       | 川村栄二                          |                                    |                      |
| KOJI1200                                   | 1996年 | アルバム『I LOVE AMERICA（アメリカ大好き!）』                            | 小日向歩                          |                                    |                      |
| 倖田來未                                   | 2010年 | アルバム『ETERNITY〜Love & Songs〜』                                     | UTA                               |                                    | [ 31 ] [ 32 ]        |
| サーカス                                   | 2013年 | アルバム『The Reborn Songs ～80's ハーモニー～』                         | 鈴木和郎、叶高                    |                                    |                      |
| 佐藤竹善                                   | 2002年 | アルバム『CORNERSTONES 2』                                               | 藤田千章                          |                                    |                      |
| 坂本冬美                                   | 2010年 | アルバム『Love Songs II ～ずっとあなたが好きでした～』                   | 萩田光雄、若草恵、船山基紀        |                                    | [ 33 ]               |
| 椎名林檎                                   | 2019年 | アルバム『井上陽水トリビュート』                                         | 椎名林檎                          |                                    | [ 34 ]               |
| ジェロ                                     | 2013年 | アルバム『カバーズ6』                                                    | 阿部靖広                          |                                    | [ 35 ]               |
| 島津亜矢                                   | 2015年 | アルバム『SINGER 3』                                                     | 田代修二                          |                                    |                      |
| 庄野真代                                   | 2011年 | アルバム『Reminiscence blue』                                            | 小田裕一郎                        |                                    |                      |
| 高橋知秀                                   | 2006年 | オムニバス・アルバム『スター☆ヒットパレード 昭和の名曲アレンジベスト盤』 | 高橋知秀                          |                                    |                      |
| 髙橋真梨子                                 | 2009年 | アルバム『No Reason 〜オトコゴコロ〜』                                   | 十川ともじ                        |                                    | [ 36 ] [ 37 ] [ 38 ] |
| DOUBLE                                     | 2004年 | トリビュート・アルバム『YOSUI TRIBUTE』                                  | 三木俊雄                          |                                    | [ 39 ]               |
| 中西保志                                   | 2007年 | アルバム『STANDARDS 2』                                                  |                                   |                                    |                      |
| ニック・ニューサ                           | 1986年 | アルバム『BEST PACK』                                                    |                                   |                                    |                      |
| 野口五郎・岩崎宏美                         | 2022年 | アルバム『Eternal Voices』                                               | 野口五郎、中川幸太郎              | 2名によるデュエット                | [ 40 ]               |
| パク・ヨンハ                               | 2005年 | ミニ・アルバム『sometime』                                               | リー・キュンスブ                  |                                    | [ 41 ]               |
| 藤澤ノリマサ                               | 2018年 | アルバム『ポップオペラ名曲アルバム』                                     | 武部聡志                          |                                    | [ 42 ] [ 43 ] [ 44 ] |
| 布施明                                     | 2008年 | アルバム『Ballade』                                                      |                                   |                                    | [ 45 ]               |
| BORO                                       | 1988年 | アルバム『LOVE & TEARS-BORO BEST SELECTION』                             |                                   |                                    |                      |
| Ms.OOJA                                    | 2024年 | カバー・アルバム『流しのMs.OOJA 3』                                      |                                   |                                    |                      |
| 美空ひばり                                 | 1985年 | フジテレビ系音楽番組『ミュージックフェア』                               |                                   | 1985年1月6日放送、番組内でのカバー |                      |
| 南佳孝                                     | 2016年 | アルバム『ラジオな曲たち NIGHT AND DAY』                                 | 住友紀人                          |                                    |                      |
| MUCC                                       | 2006年 | カバー・アルバム『COVER PARADE』                                         |                                   |                                    |                      |
| 武藤昭平（勝手にしやがれ）                 | 2009年 | シングル「ワインレッドの心」                                             | 沖仁、鈴木正人 (LITTLE CREATURES) |                                    | [ 46 ] [ 47 ]        |
| 村上ゆき                                   | 2012年 | アルバム『おんがえし』                                                   | 村上ゆき                          |                                    | [ 48 ] [ 49 ] [ 50 ] |
| 森進一                                     | 2009年 | アルバム『エンカのチカラ -GREAT 80's-』                                  |                                   |                                    |                      |

### 英語バージョン
| 歌手名         | 年     | 収録作品                  | 編曲 | 備考                       | 出典          |
| -------------- | ------ | ------------------------- | ---- | -------------------------- | ------------- |
| ダリル・スミス | 2008年 | アルバム『Made In Japan』 |      |                            |               |
| BENI           | 2013年 | アルバム『COVERS 3』      |      | 英詞: BENI、エリック・ゼイ | [ 51 ] [ 52 ] |

### 中国語バージョン
| 歌手名                 | 年     | 曲名               | 収録作品                            | 備考             |
| ---------------------- | ------ | ------------------ | ----------------------------------- | ---------------- |
| 劉雅麗                 | 2013年 | 「酒紅色的心」     | アルバム『隨心』                    | 広東語バージョン |
| アラン・タム（譚詠麟） | 1984年 | 「酒紅色的心」     | アルバム『愛的根源』                | 広東語バージョン |
| アラン・タム（譚詠麟） | 1989年 | 「他們對我說起你」 | アルバム『像我這樣的朋友』          | 北京語バージョン |
| 蔡楓華                 | 1984年 | 「月蝕」           | アルバム『高溫境界』                | 広東語バージョン |
| ジョン・フアン（文章） | 1984年 | 「迷朦」           | アルバム『365里路』                 | 北京語バージョン |
| 黃小琥                 | 2004年 | 「那些我愛的人」   | アルバム『Voice 3 L.V酔愛情歌全輯』 | 北京語バージョン |
| 李克勤                 | 2013年 | 「酒紅色的心」     | アルバム『復克』                    | 広東語バージョン |
| 露雲娜                 | 2017年 | 「酒紅色的心」     | アルバム『酒紅色的心』              | 広東語バージョン |

### ポルトガル語バージョン
| 歌手名   | 年     | 収録作品           | 編曲           | 備考                 | 出典   |
| -------- | ------ | ------------------ | -------------- | -------------------- | ------ |
| 小野リサ | 2013年 | アルバム『Japao2』 | マリオ・アヂネ | 訳詞: マリオ・アヂネ | [ 53 ] |

## シングル収録曲
オリジナル盤
| 全作曲: 玉置浩二、全編曲: 安全地帯、星勝。 |                      |            |            |      |
| #                                          | タイトル             | 作詞       | 作曲・編曲 | 時間 |
| 1.                                         | 「ワインレッドの心」 | 井上陽水   | 玉置浩二   | 4:14 |
| 2.                                         | 「We're alive」      | 松尾由紀夫 | 玉置浩二   | 4:07 |
| 合計時間:                                  | 合計時間:            | 合計時間:  | 8:15       |      |

2010年盤
| 全作曲: 玉置浩二。 |                                                                |           |            |                |      |
| #                  | タイトル                                                       | 作詞      | 作曲・編曲 | 編曲           | 時間 |
| 1.                 | 「蒼いバラ」                                                   | 玉置浩二  | 玉置浩二   | 安全地帯       | 5:39 |
| 2.                 | 「ワインレッドの心（2010ヴァージョン）」                       | 井上陽水  | 玉置浩二   | 安全地帯、星勝 | 4:13 |
| 3.                 | 「蒼いバラ」(オリジナル・カラオケ)                             |           | 玉置浩二   | 安全地帯       | 5:39 |
| 4.                 | 「ワインレッドの心（2010ヴァージョン）」(オリジナル・カラオケ) |           | 玉置浩二   | 安全地帯、星勝 | 4:09 |
| 合計時間:          | 合計時間:                                                      | 合計時間: | 合計時間:  | 19:40          |      |

## スタッフ・クレジット
安全地帯
- 六土開正 - ベース
- 矢萩渉 - ギター
- 田中裕二 - ドラムス
- 武沢豊 - ギター
- 玉置浩二 - ボーカル

## 認定
- 第26回日本レコード大賞・金賞、作曲賞[54]
- 第13回FNS歌謡祭・最優秀歌唱賞
- 日本作曲大賞第4回最優秀曲賞
- 日本有線大賞1984年度上期ベストヒット賞
- 全日本有線放送大賞1984年度上半期グランプリ

## リリース日一覧
| No. | リリース日     | レーベル      | 規格            | カタログ番号                            | 最高順位 | 備考                                                                         |
| --- | -------------- | ------------- | --------------- | --------------------------------------- | -------- | ---------------------------------------------------------------------------- |
| 1   | 1983年11月25日 | Kitty Records | 7インチレコード | 7DS 0060                                | 1位      |                                                                              |
| 2   | 1988年12月10日 | Kitty Records | 8センチCD       | H10K-30033                              | -        |                                                                              |
| 3   | 2010年3月3日   | ユニバーサル  | マキシシングル  | UICZ-9032（初回盤） UICZ-5045（通常盤） | 9位      | 「蒼いバラ」との両A面                                                        |
| 4   | 2013年3月1日   | ユニバーサル  | AAC-LC          | -                                       | -        | デジタル・ダウンロード、シングル「蒼いバラ/ワインレッドの心」の再リリース    |
| 5   | 2015年2月25日  | ユニバーサル  | ハイレゾFLAC    | -                                       | -        | デジタル・ダウンロード、カップリング曲が「悲しみにさよなら」に変更されている |

## 収録アルバム
「ワインレッドの心」
- スタジオ音源
  - 『安全地帯II』（1984年）
  - 『I Love Youからはじめよう -安全地帯BEST-』（1988年）
  - 『安全地帯/玉置浩二 ベスト』（1994年）
  - 『安全地帯 テーマソングス』（1995年）
  - 『TREASURE COLLECTION』（1999年）
  - 『THE VERY BEST of 安全地帯』（2001年）
  - 『安全地帯 COMPLETE BEST』（2005年）
  - 『安全地帯 ゴールデン☆ベスト』（2006年）
  - 『安全地帯 Hits』（2010年） - リアレンジ及びリレコーディングにて収録。
  - 『ALL TIME BEST』（2017年）
  - 『THE BEST ALBUM 40th ANNIVERSARY 〜あの頃へ〜』（2022年）

- ライブ音源
  - 『ENDLESS』（1985年）
  - 『ONE NIGHT THEATER 1985』（1998年）
  - 『安全地帯VI LIVE 〜月に濡れたふたり〜』（2005年）
  - 『安全地帯 “完全復活” コンサートツアー2010 Special at 日本武道館 〜Start & Hits〜「またね…。」』（2010年）
  - 『安全地帯 IN 甲子園球場「さよならゲーム」』（2020年）
  - 『安全地帯 ALL TIME BEST「35」〜35th Anniversary Tour 2017〜LIVE IN 日本武道館』（2022年）

「We're alive」
- スタジオ音源
  - 『安全地帯/玉置浩二 ベスト』（1994年）
  - 『安全地帯 アナザー・コレクション -アルバム未収録曲集-』（1994年）
  - 『安全地帯 テーマソングス』（1995年）
  - 『安全地帯 COMPLETE BEST』（2005年）
  - 『安全地帯 ゴールデン☆ベスト』（2006年）

- ライブ音源
  - 『ENDLESS』（1985年）
  - 『ONE NIGHT THEATER 1985』（1998年）
  - 『安全地帯VI LIVE 〜月に濡れたふたり〜』（2005年）
  - 『安全地帯 “完全復活” コンサートツアー2010 Special at 日本武道館 〜Start & Hits〜「またね…。」』（2010年）
  - 『安全地帯 IN 甲子園球場「さよならゲーム」』（2020年）